# Isehara, Kanagawa
Isehara (tiếng Nhật: 伊勢原市, đọc là I-xe-ha-la Xi) là một thành phố thuộc tỉnh Kanagawa, Nhật Bản.